# UCI Oceania Tour 2022
Navigation
Édition précédente Édition suivante
L'UCI Oceania Tour 2022 est la 18e édition de l'UCI Oceania Tour, l'un des cinq circuits continentaux de cyclisme de l'Union cycliste internationale. Il est composé d'une seule compétition organisée du 5 au 9 janvier 2022 en Océanie.

## Équipes
Les équipes qui peuvent participer aux différentes courses dépendent de la catégorie de l'épreuve. Par exemple, les UCI WorldTeams ne peuvent participer qu'aux courses .1 et leur nombre par épreuves est limité.
| Catégorie | Catégorie               | Équipes                                                                                 |
| --------- | ----------------------- | --------------------------------------------------------------------------------------- |
| .1        | 1.1 (Course d'un jour)  | * UCI WorldTeam (max 50 %) * UCI ProTeam * Équipe continentale * Sélection nationale    |
| .1        | 2.1 (Course par étapes) | * UCI WorldTeam (max 50 %) * UCI ProTeam * Équipe continentale * Sélection nationale    |
| .2        | 1.2 (Course d'un jour)  | * UCI ProTeam * Équipe continentale * Sélection nationale * Équipe régionale et de club |
| .2        | 2.2 (Course par étapes) | * UCI ProTeam * Équipe continentale * Sélection nationale * Équipe régionale et de club |

## Calendrier des épreuves

### Janvier
| Date | Course                    | Pays             | Classe | Vainqueur    | Équipe                                  |
| ---- | ------------------------- | ---------------- | ------ | ------------ | --------------------------------------- |
| 5-9  | New Zealand Cycle Classic | Nouvelle-Zélande | 2.2    | Mark Stewart | Bolton Equities Black Spoke Pro Cycling |

## Classements
- Note: classements définitifs au 18 octobre[3],[4]

### Classement individuel
Il est composé de tous les coureurs du continent qui ont marqué des points au classement mondial UCI 2022. Ils peuvent appartenir à la fois à des équipes amateurs, à des équipes professionnelles, y compris les UCI WorldTeams.
| #  | Coureur          | Équipe                                  | Pts.    |
| -- | ---------------- | --------------------------------------- | ------- |
| 1  | Michael Matthews | Team BikeExchange Jayco                 | 1995.67 |
| 2  | Jai Hindley      | Bora-Hansgrohe                          | 1643    |
| 3  | Ben O'Connor     | AG2R Citroën Team                       | 1203    |
| 4  | Caleb Ewan       | Lotto-Soudal                            | 711     |
| 5  | Simon Clarke     | Israel-Premier Tech                     | 576     |
| 6  | Jack Haig        | Bahrain Victorious                      | 558     |
| 7  | Jay Vine         | Alpecin-Fenix                           | 540     |
| 8  | Luke Plapp       | Ineos Grenadiers                        | 474.67  |
| 9  | Corbin Strong    | Israel-Premier Tech                     | 446     |
| 10 | James Fouché     | Bolton Equities Black Spoke Pro Cycling | 435     |
| 11 | Aaron Gate       | Bolton Equities Black Spoke Pro Cycling | 386     |
| 12 | Robert Stannard  | Alpecin-Fenix                           | 385     |
| 13 | George Bennett   | UAE Team Emirates                       | 375.17  |
| 14 | Kaden Groves     | Team BikeExchange Jayco                 | 352.5   |
| 15 | Michael Storer   | Groupama-FDJ                            | 347     |
| 16 | Richie Porte     | Ineos Grenadiers                        | 340     |
| 17 | Tom Sexton       | Bolton Equities Black Spoke Pro Cycling | 327     |
| 18 | Benjamin Dyball  | Team Ukyo                               | 322     |
| 19 | Rohan Dennis     | Jumbo-Visma                             | 313.5   |
| 20 | Patrick Bevin    | Israel-Premier Tech                     | 310     |

* : Coureur de moins de 23 ans

### Classement par équipes
Il est calculé avec la somme des points obtenus par les 8 meilleurs coureurs de chaque équipe (hors WorldTeams) au classement individuel. Le classement inclut uniquement les équipes qui sont enregistrées sur le continent.
| # | Équipe                                  | Pts.    |
| - | --------------------------------------- | ------- |
| 1 | Bolton Equities Black Spoke Pro Cycling | 1888.85 |
| 2 | Team BridgeLane                         | 708     |
| 3 | ARA Pro Racing Sunshine Coast           | 365     |
| 4 | EuroCyclingTrips Pro Cycling            | 58.17   |
| 5 | MitoQ-NZ Cycling Project                | 39      |
| 6 | St George Continental Cycling Team      | 36      |
| 7 | Global 6 Cycling                        | 24      |
| 8 | Nero Continental                        | 9       |

| # | Pays             | Pts.    |
| - | ---------------- | ------- |
| 1 | Australie        | 7701.34 |
| 2 | Nouvelle-Zélande | 2702.51 |
| 3 | Samoa            | 15      |

| # | Pays             | Pts.    |
| - | ---------------- | ------- |
| 1 | Australie        | 1485.67 |
| 2 | Nouvelle-Zélande | 1197.62 |
| 3 | Samoa            | 5       |